# The Trashmen
The Trashmen foi uma banda de surf rock formada em Minneapolis, Minnesota em 1962.

## Biografia
A banda foi formada em 1962 pelos músicos Tony Andreason (guitarra), Dan Winslow (guitarra e vocal), Bob Reed (baixo) e Steve Wahrer (bateria e vocal), tocando em bailes e boates locais. Ainda nest ano lançaram seu primeiro compacto, com as canções "Sally Jo" e "Cyclone".
O grupo colocou Minneapolis no mapa das grandes bandas de garagem em 1963 com o seu sucesso "Surfin’ Bird", que alcançou o Top 5 nos Estados Unidos. Outra canção igualmente reconhecida da banda foi "Bird Dance Beat", que chegou ao Top 40. Ambas usaram nas composições riffs originais de composições do grupo de soul The Rivingtons, "Papa-Oom-Mow-Mow" e "The Bird's The World", fazendo com que o caso fosse parar na justiça e o The Thashmen tivesse que pagar os royalties pelo uso das melodias. Ninguém da cidade conseguiu tamanho reconhecimento na época.
A banda só voltaria a gravar novamente bem mais tarde, pois mesmo trocando de gravadora, depois do incidente do plágio, a banda não teve mais o mesmo sucesso. Até hoje, "Surfin' Bird" é tocada por diversas bandas, sendo os Ramones a banda que mais divulgou e propagou a canção pelo mundo.
Nos anos 80, a banda viraria noticia novamente com a morte do baterista Steve Wahrer, em janeiro de 1989. O posto de baterista ficou com Mark Andreason, irmão do guitarrista Tony. Desde então a banda só se reuniu para tocar de forma esporádica, em eventos de pouca expressão.
A partir de 2007 começaram a tocar em eventos de maior expressão, excursionando por todo os EUA e em vários países europeus, chegando ganhar um premio por em show realizado em Madrid.

## Cultura Popular
- Em 2008, "Surfin' Bird" tocou no episódio "I Dream of Jesus" do seriado animado Family Guy, levando a música pela primeira vez ao topo no Reino Unido e a quarta música de Rock mais vendida no iTunes.[4]
- A Mesma música também foi utilizada em diversos filmes como Full Metal Jacket, de Stanley Kubrick e Pink Flamingos, de John Waters.
- Há uma referência a banda na página 124 no romance de 2009, Inherent Vice, de Thomas Pynchon.
- No seriado How I Met Your Mother a canção é entoada em várias ocasiões. A letra, entretanto, é modificada e a palavra "bird" é trocada por "bang", uma referência às conquistas 'amorosas' dos personagens.
- No encerramento do seriado Ah Que Kiko

## Discografia

### Álbums
| Ano  | Álbum                                             | US 200 |
| ---- | ------------------------------------------------- | ------ |
| 1964 | Surfin' Bird                                      | 48     |
| 1989 | Comic Book Collector                              |        |
| 1990 | Live Bird'65-'67                                  |        |
| 1992 | Tube City!: The Best of the Trashmen              |        |
| 1994 | The Great Lost Trashmen Album                     |        |
| 1998 | Bird Call!: The Twin City Stomp of the Trashmen   |        |
| 2009 | Teen Trot: Live At Ellsworth, WI, August 22, 1965 |        |

### Singles
| Year | Single            | Peak positions | Peak positions | Album        |
| Year | Single            | US             | UK             | Album        |
| ---- | ----------------- | -------------- | -------------- | ------------ |
| 1963 | "Surfin' Bird"    | 4              | 3              | Surfin' Bird |
| 1964 | "Bird Dance Beat" | 30             | —              | Surfin' Bird |

Outros singles:
- "Bad News"/On The Move" 1964
- "Peppermint Man"/"New Generation" 1964
- "Whoa Dad"/"Walking My Baby" 1964
- "Dancing With Santa"/"Real Live Doll" 1964
- "Hanging On Me"/"Same Lines" 1965
- "Bird '65"/"Ubangi Stomp 1965
- "Keep Your Hands Off My Baby"/"Lost Angel" 1965
- "Green, Green Backs Back Home"/"Address Enclosed" 1967